# イゼール川
イゼール川（イゼールがわ、Isère）は、フランス南東部ローヌ＝アルプ地域圏を流れるローヌ川支流の川である。長さは286kmであり、水源はイタリア国境付近の有名なスキーリゾート地ヴァル＝ディゼールにほど近いアルプス山脈。ヴァランスから数km北の地点でローヌ川に合流する。上流の谷はタランテーズ谷と呼ばれる。川はイゼール県の語源となった。

## 流域の自治体
- サヴォワ県
- イゼール県
- ドローム県